# Trem de alta velocidade na Argentina

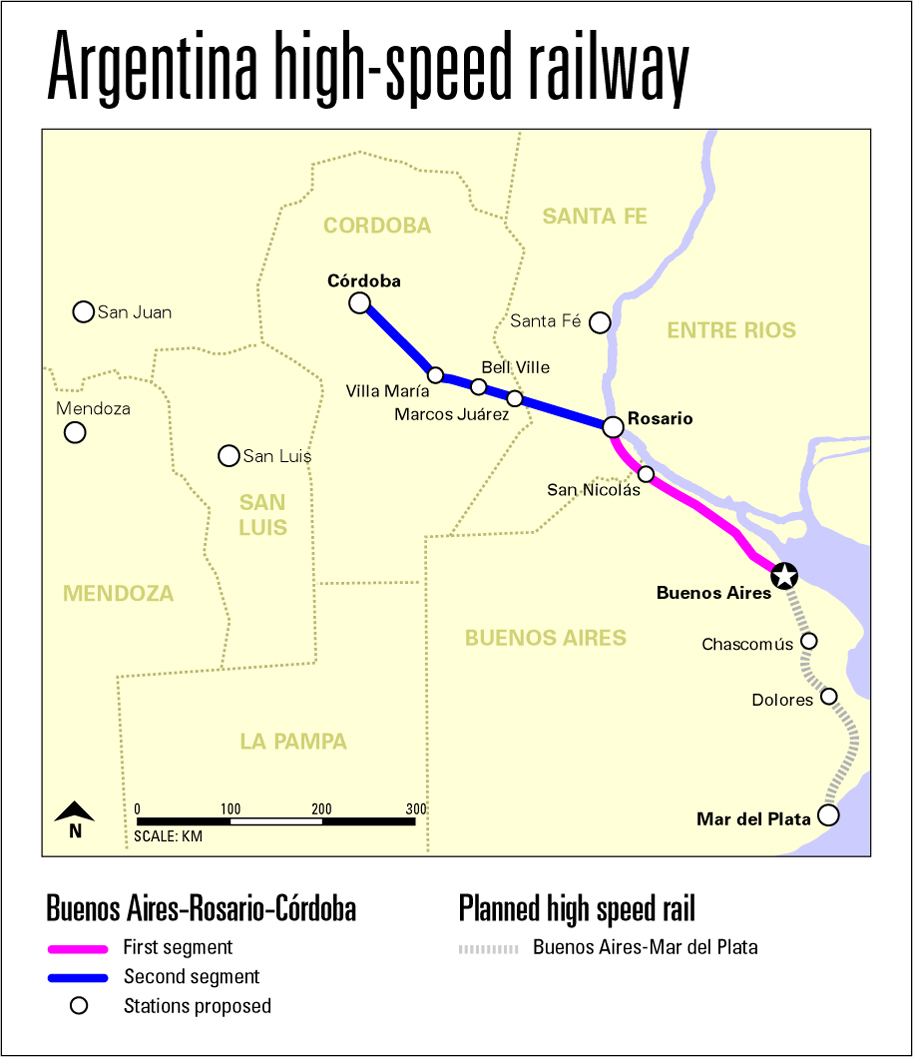
Mapa do trajeto proposto para o trem de alta velocidade

O Trem de Alta Velocidade (TAVe) também chamado de COBRA (Cordoba-Buenos Aires-Rosario) é um projeto anunciado em 26 de abril de 2006 pelo então presidente da Argentina Néstor Kirchner para construir um trem de alta velocidade que interligue as cidades de Buenos Aires, Rosario e Córdoba. 
Em 29 de abril de 2008, a então presidente argentina Cristina Kirchner assinou contrato do projeto do trem de alta velocidade que utilizará tecnologia francesa da empresa Alstom. A obra teria um prazo de execução de 4 anos e um custo aproximado de 4 bilhões de dólares (incluindo financiamento privado). Dessa forma a Argentina poderia ter trens capazes de alcançar velocidades máximas de 200 km/h em um percurso total de 1000 km sendo assim o primerio sistema de trem de alta velocidade das Américas.
Após anunciar no fim de 2008 que inciaria a obra em 6 meses, a empresa Alstom não conseguiu financiamento do banco francês Natixis que foi afetado pela Crise Econômica mundial de 2008 e resolve adiar por tempo indeterminado o projeto do TAVe 
Existem várias alternativas para o traçado. Inicialmente estabeleceu-se que o ramal seguiria o traçado da Ferrovia General Mitre da rede ferroviária argentina existente em todo seu percurso, mas mais tarde apresentou-se a possibilidade de que de Retiro à cidade de Pilar o faça seguindo o traçado da Ferrovia General Belgrano. Uma terceira possibilidade é que a via siga a Auto-estrada Buenos Aires - Rosario.

## Caraterísticas

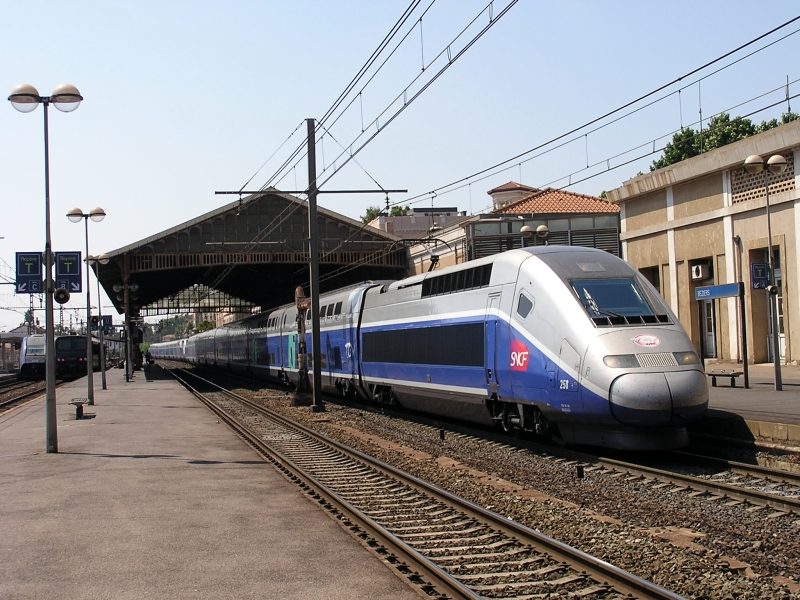
TGV Duplex, similar ao COBRA que realizará o serviço Buenos Aires, Rosario, Córdova

A bitola proposta é do tipo internacional (1.435 mm) em todo o percurso, de uso exclusivo para os trens de alta velocidade. O percurso geral será partindo de Buenos Aires para Rosario saindo de ambas as cidades pelo traçado da Ferrovia General Belgrano mas seguindo um traçado ainda não definido e de Rosario até Córdoba seguindo o traçado da Ferrovia Mitre.